# Belgisch Park (Den Haag)
Het Belgisch Park is een wijk in het Haagse stadsdeel Scheveningen uit het begin van de 20e eeuw. De wijk wordt begrensd door de Strandweg, het Gevers Deynootplein, de Badhuisweg, de Brusselselaan, de Doorniksestraat, de Pompstationsweg, de Van Alkemadelaan, de Zwolsestraat, de Oostduinen en een deel van het Zwarte Pad. 
De wijk grenst aan de wijken Westbroekpark en Duttendel, Scheveningen en Oostduinen.
Belgisch Park is met Westbroekpark een beschermd stadsgezicht.
In het noordwesten van de wijk staat Pathé Scheveningen, in het oosten de Penitentiaire Inrichting Haaglanden. 

## Openbaar vervoer door de wijk
In 1879 was de eerste stoomtramlijn van de Benelux ook de eerste door deze wijk. Vanuit de Nieuwe Scheveningse Bosjes reed deze NRS-lijn over de Badhuisweg naar Scheveningen. In 1924 werd deze stoomtram naar het Staatsspoor-station vervangen door de Blauwe Tram van de NZH. Aanvankelijk reed die heen door de Amsterdamse straat en Gevers Deynootstraat en terug via de Haarlemse straat. Hij kruiste daarbij tweemaal de HTM-remise sporen. Na de oorlog verviel die route en kwam er een veel kleinere keerlus. In 1957 werd de lijn ingekort en verdween de Blauwe Tram uit de wijk. In de Nieuwe Scheveningse Bosjes is de oude trambaan nog steeds waarneembaar.

## Geschiedenis
Doordat de wijk voor en na de Eerste Wereldoorlog is gebouwd, lopen de stijlen van de huizen nogal uiteen van neo-stijlen tot jugendstil.

Hoewel het Belgisch Plein niet in het midden ligt, is het toch het punt waar de rest van de wijk in twintig jaar omheen gegroeid is: een plantsoen omringd door prachtige huizen. De Badhuisweg, aangelegd in 1828 en genoemd naar het oorspronkelijke neoclassicistische Badhuis (op de plaats van het huidige Kurhaus), begrenst de wijk aan de zuidwestzijde en vormt een fraaie zichtas op het Kurhaus. 
Aan de andere kant van het Belgisch park liggen de complexen van twee moderne verzorgingstehuizen en de Eerste Nederlandse Buitenschool die vóór de Tweede Wereldoorlog tot stand kwamen. Langs de noordkant van de wijk is met enige moeite (het is nu deels een fietspad) nog een deel van het traject te herkennen van de in 1908 aangelegde Hofpleinspoorlijn, die tot 1953 Scheveningen met station Hollands Spoor in Den Haag en station Hofplein in Rotterdam verbond (het enige zichtbare restant is het gebouwtje van het voormalige Station Wittebrug-Pompstation).
(En een dienstwoning op de hoek Harstenhoekweg/Zwolse straat) 
De noordwestkant van de wijk is door afbraak en grootschalige nieuwbouw in de jaren 70 en 80 ingrijpend van karakter veranderd. Het Palace Hotel heeft plaatsgemaakt voor de Palace Promenade, met torenflats erboven en aan het eind van de Gevers Deynootweg is het Carlton Beach Hotel verrezen.

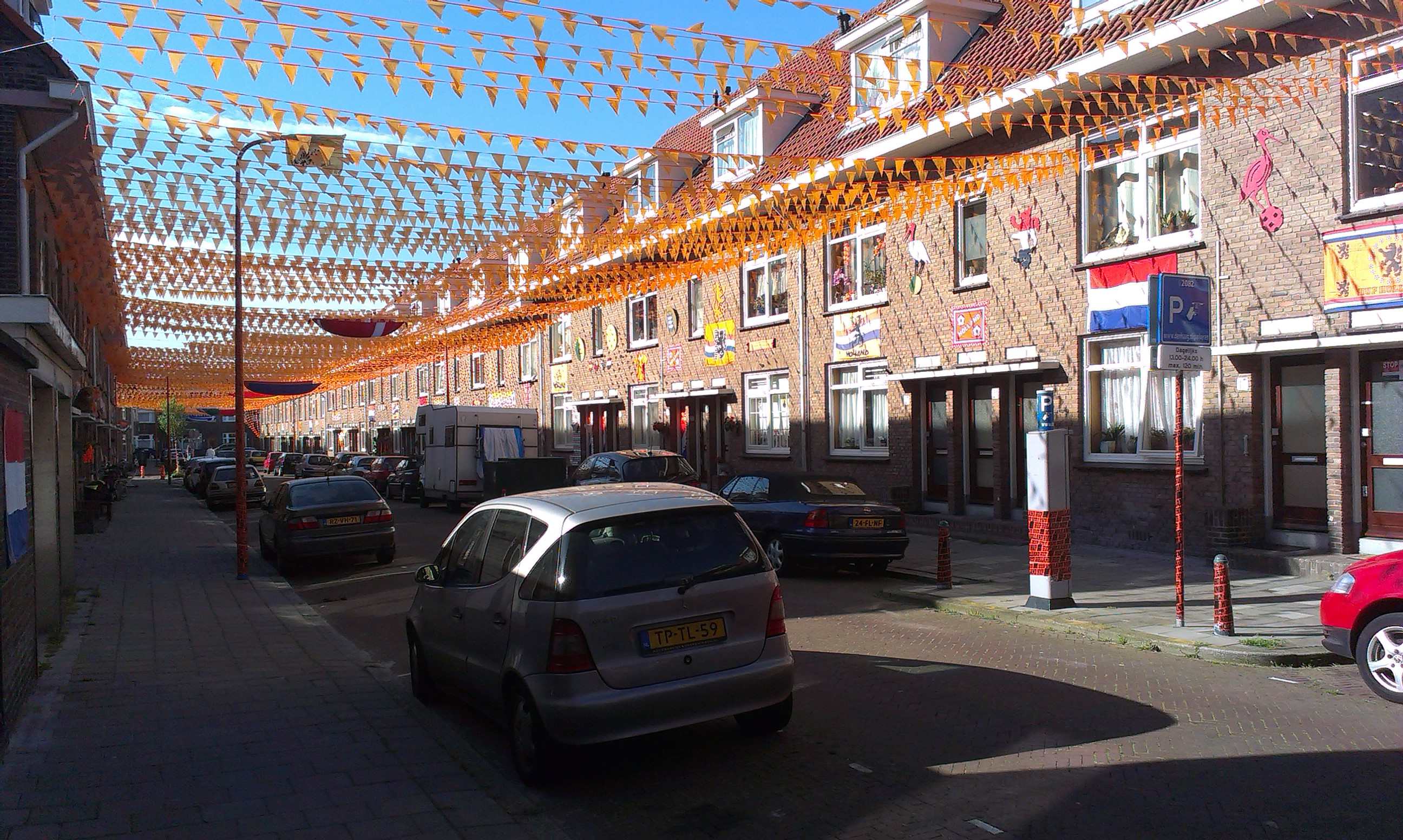
Zutfensestraat , ten noorden van het Belgische plein (foto juni 2014)
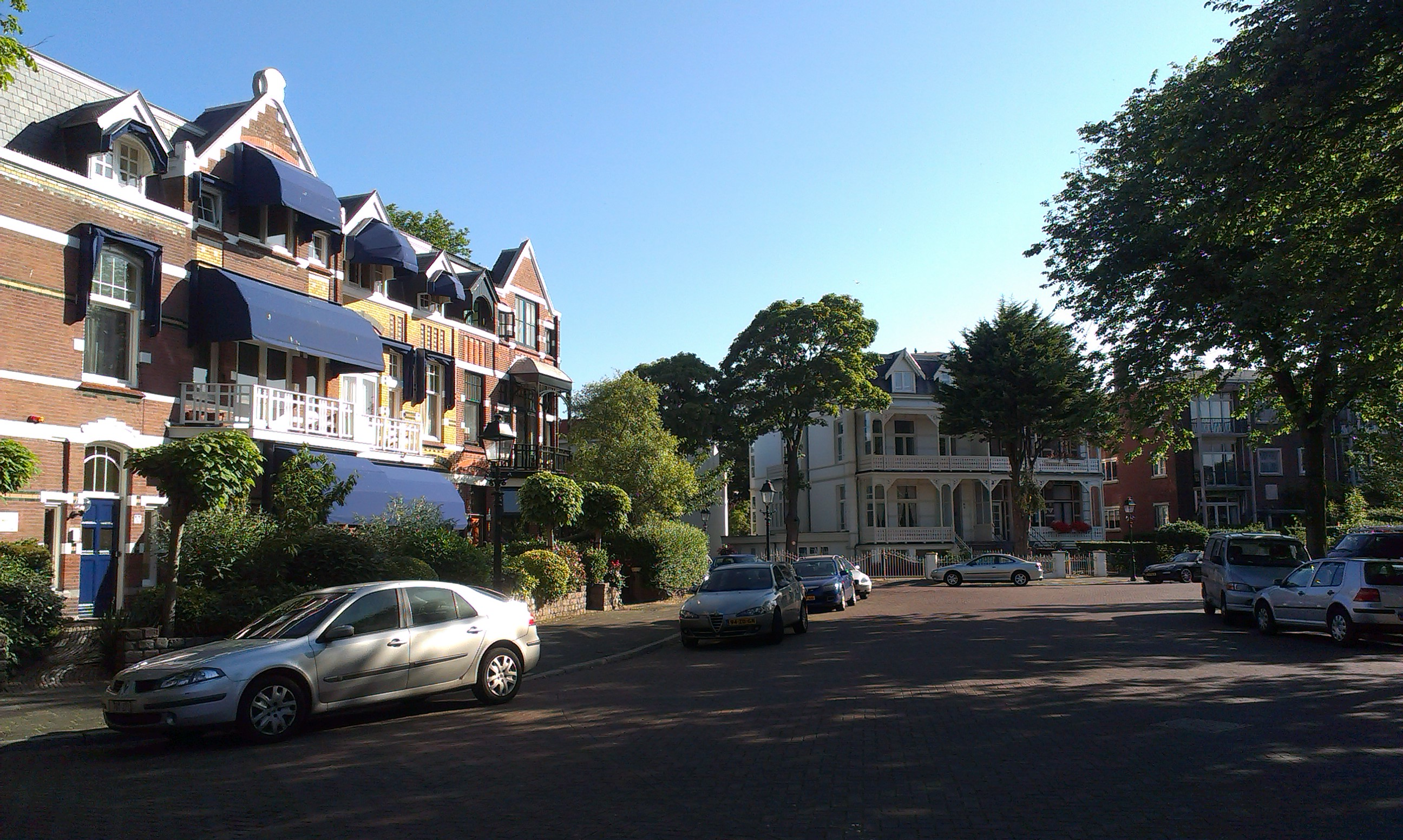
Het Belgische plein met ruime villa's uit het begin van de 20e eeuw
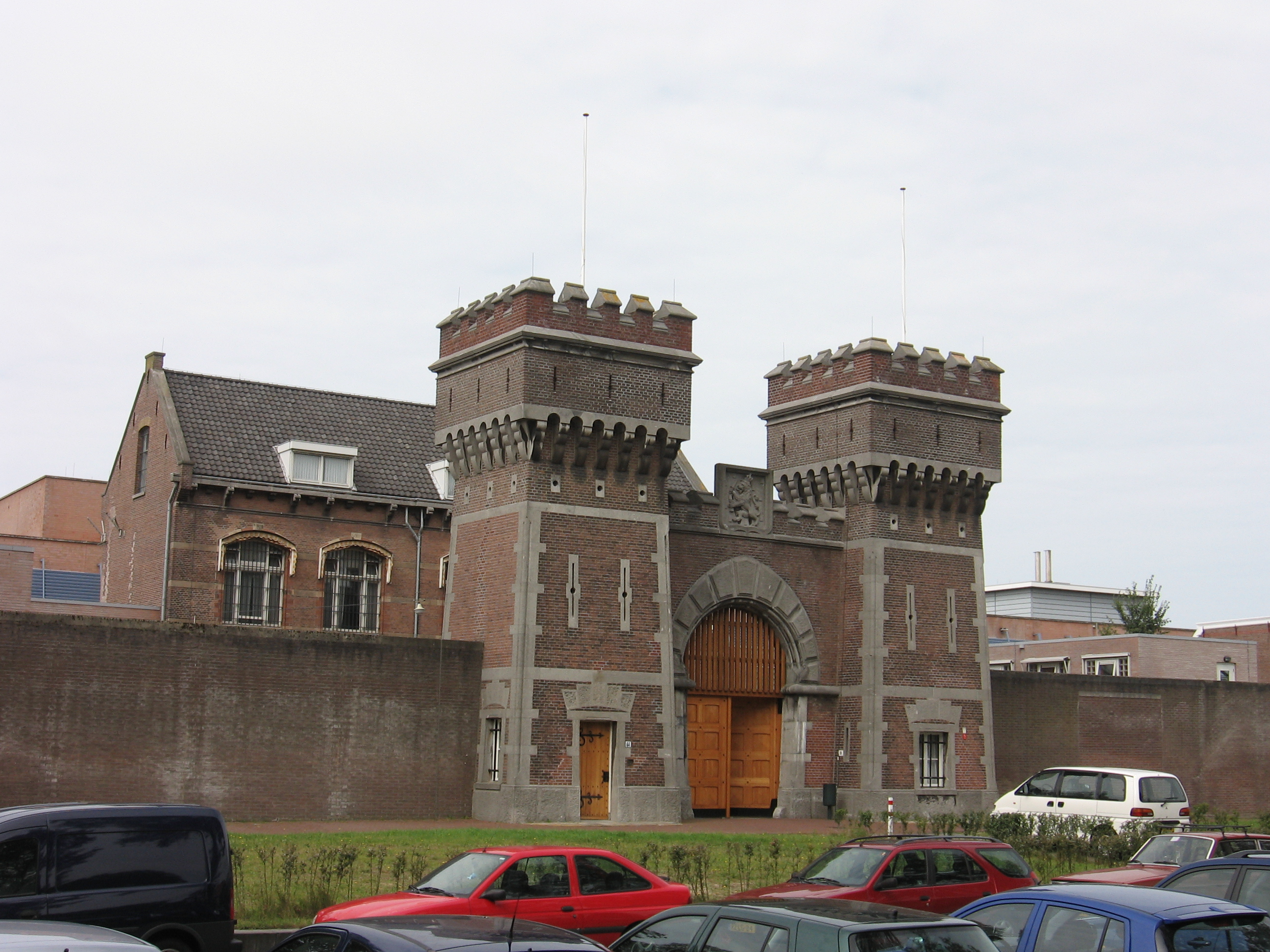
Ingang gevangenis